# Ніл Слоун
Ніл Джеймс Александр Слоун (англ. Neil James Alexander Sloane, народився 10 жовтня 1939 року) — британо-американський математик. Здійснив внесок у сферах комбінаторики, кодів, що виправляють помилки, та задачі упаковки куль.

## Походження та навчання
Ніл Слоун народився у Вельсі, а виріс в Австралії.
Він навчався в Корнелльському університеті, штат Нью-Йорк (США). Під керівництвом Ніка Декларіса, Френка Розенблата, Фредеріка Єлінека та Вольфганга Хейнріха Йоханнеса Фукса отримав ступінь доктора філософії (Ph.D.) в 1967 році. Його докторська дисертація отримала назву «Довжини циклів часу у випадкових  нейронних мережах».

## Наукова діяльність
Ніл Слоун почав працювати в Bell Labs у 1968 році і працював там аж до 2012 року. Він також був стипендіатом наукового товариства Вельсу, співробітником Інституту інженерів з електротехніки та електроніки, а також Американського математичного товариства та членом Національної інженерної Академії.

## Нагороди та досягнення
Він є лауреатом премії Лестера Р. Форда в 1978 році та премії імені Швенета в 1979 році.
У 2005 році Ніл Слоун отримав медаль Річарда Геммінга. А у 2008 році він був нагороджений премією Математичної асоціаціації Америки Девіда П. Роббінса, а в 2013 році — премією Джорджа Поуля.
Ніл Слоан також відомий тим, що є творцем і хранителем онлайн-Енциклопедії цілочисельних послідовностей (OEIS)..

## Хобі
В 2014 році, щоб відсвяткувати своє 75-річчя, Ніл Слоун поділився деякими з своїх улюблених цілочисельних послідовностей. 
Крім математики, він також любить скелелазіння і автор двох путівників зі скелелазіння в Нью-Джерсі.